# Kurten (Texas)
Kurten es un pueblo ubicado en el condado de Brazos en el estado estadounidense de Texas. En el Censo de 2010 tenía una población de 398 habitantes y una densidad poblacional de 33,29 personas por km².

## Geografía
Kurten se encuentra ubicado en las coordenadas 30°47′21″N 96°16′33″O / 30.78917, -96.27583. Según la Oficina del Censo de los Estados Unidos, Kurten tiene una superficie total de 11.96 km², de la cual 11.79 km² corresponden a tierra firme y (1.39%) 0.17 km² es agua.

## Demografía
Según el censo de 2010, había 398 personas residiendo en Kurten. La densidad de población era de 33,29 hab./km². De los 398 habitantes, Kurten estaba compuesto por el 87.19% blancos, el 2.26% eran afroamericanos, el 1.01% eran amerindios, el 0% eran asiáticos, el 0% eran isleños del Pacífico, el 8.79% eran de otras razas y el 0.75% pertenecían a dos o más razas. Del total de la población el 17.84% eran hispanos o latinos de cualquier raza.